# Малая Токмачка
Ма́лая Токма́чка (укр. Мала́ Токма́чка) — село в Ореховском районе Запорожской области Украины. Административный центр Малотокмачанского сельсовета, в который не входят другие населённые пункты. Население по данным 2024 года составляло менее 100 человек. К 2025 году село было разрушено в ходе вторжения России на Украину.

## Географическое положение
Село Малая Токмачка находится на левом берегу реки Конка,
выше по течению на расстоянии в 2,5 км расположено село Новопокровка, ниже по течению на расстоянии в 2 км расположен город Орехов,
на противоположном берегу — село Преображенка.
Через это село проходят автомобильная дорога Н-08 и железная дорога, имеются станция Малая Токмачка и платформа (остановочный пункт) Судинская Балка.

## История
Село Малая Токмачка было основано в 1783 году выходцами из Черниговщины, Полтавщины и Киевщины.
На территории села есть несколько курганов эпохи бронзы и сарматских времён, среди которых самый большой — Червона могила.
К лету 2025 года село было разрушено в ходе вторжения России на Украину.

## Экономика
- Ореховская исправительная колония № 88.
- Кирпичный завод.
- «Малая Токмачка», ООО.

## Объекты социальной сферы
- Школа I—III ст.
- 1 детский сад.
- Дом культуры.
- Участковая больница с поликлиникой.

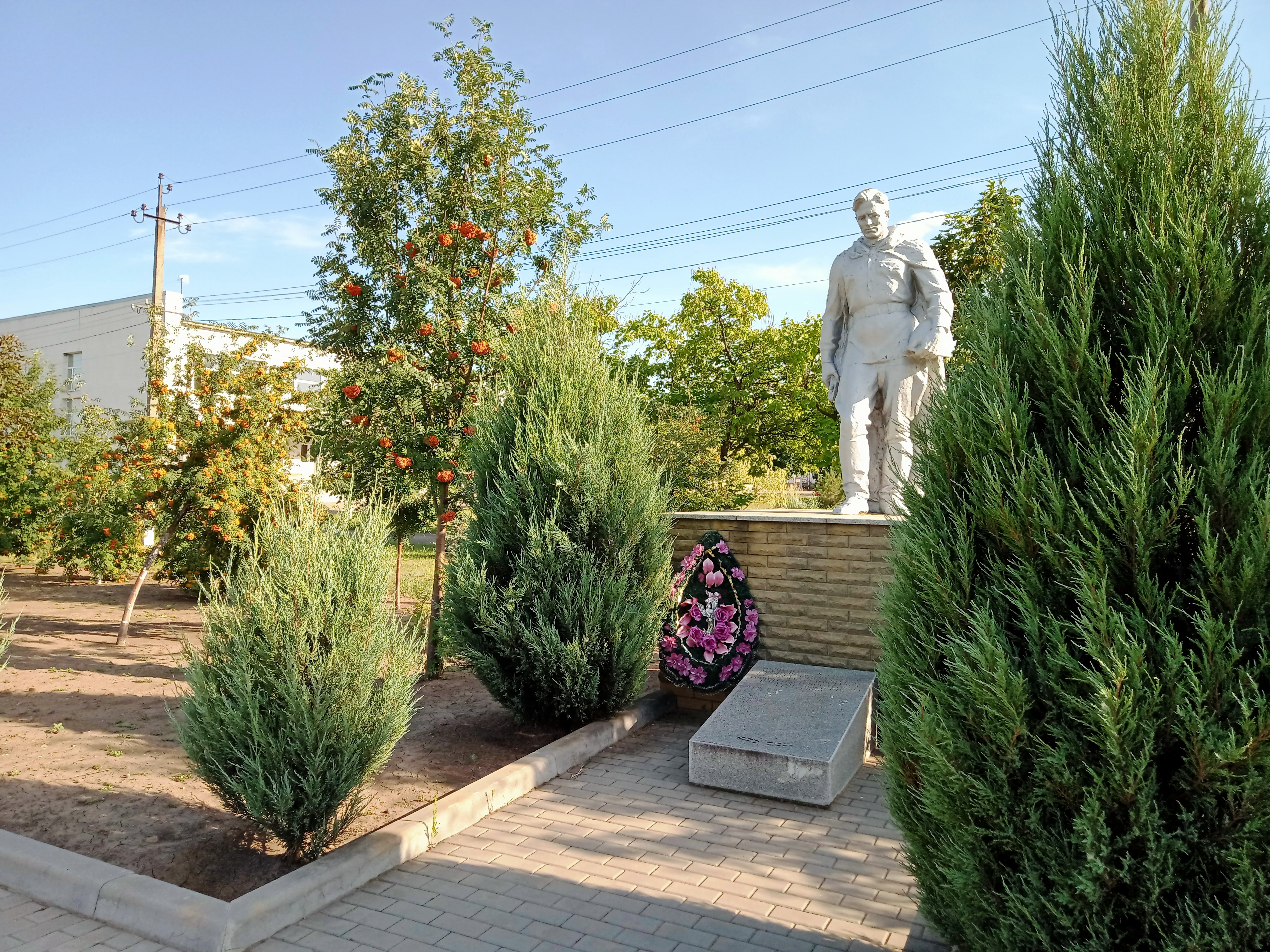
Братская могила советских воинов

## Достопримечательности
- Братская могила 36 советских воинов.